# Eloi Creus i Sabater
Eloi Creus i Sabater (Castellar del Vallès, 1992) és un filòleg clàssic i traductor català. És graduat en Filologia Clàssica amb premi extraordinari per la Universitat de Barcelona (2010-2014), on també va cursar el màster en Cultures i Llengües de l'Antiguitat (2014-2015) i es va doctorar (2016-2021) amb la tesi Riure en vers: cap a una traducció poètica d’Aristòfanes.
Ha traduït i publicat El malcarat, de Menandre, a l'editorial Adesiara i I desitjo i cremo, les poesies “incompletes” de la poeta Safo de Lesbos, a Proa, el 2022. El 2023 ha traduït Si la vida sabés l'amor meu: poesies, un recull poètic de Sandro Penna, publicat per Edicions de 1984, i En hora incerta de Primo Levi a l'editorial Cafè Central, que li atorgà el XIX Premi Jordi Domènech de Traducció de Poesia impulsat per la mateixa editorial.

## Premis i reconeixements
- Premi de traducció Vidal Alcover de la ciutat de Tarragona per la traducció de Comèdies alades : La pau, Núvols, Els ocells (2018-2019), publicat el 2024 per Edicions del 1984.[8][9][10]
- Premi Cavall Verd per la traducció d'I desitjo i cremo (2023)[11]
- Premi Jordi Domènech de Traducció de Poesia per En hora incerta (2023)[7]
- Premi Homo Fabra 2023 dels Premis Núvol per les seves traduccions de Safo de Lesbos, Sandro Penna i Primo Levi.[12]